# INNOCEAN WORLDWIDE
INNOCEAN WORLDWIDE是韩国一家广告公司，成立于2005年5月，是现代汽车集团的子公司。公司名称“INNOCEAN”是“Innovation”和“Ocean”的复合词。它成立于2005年5月，从成立的第一年起，就设立了一家海外子公司并将其业务扩展到海外市场。它提供诸如广告之类的营销服务。

## 中国地区业务
INNOCEAN WORLDWIDE的中国业务总部位于中国北京，并在上海开设了办事处。